# Bernsteinmuseum Palanga

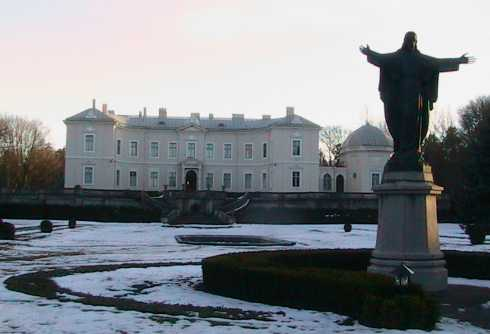
Schloss des Grafen Feliks Tyszkiewicz im Winter

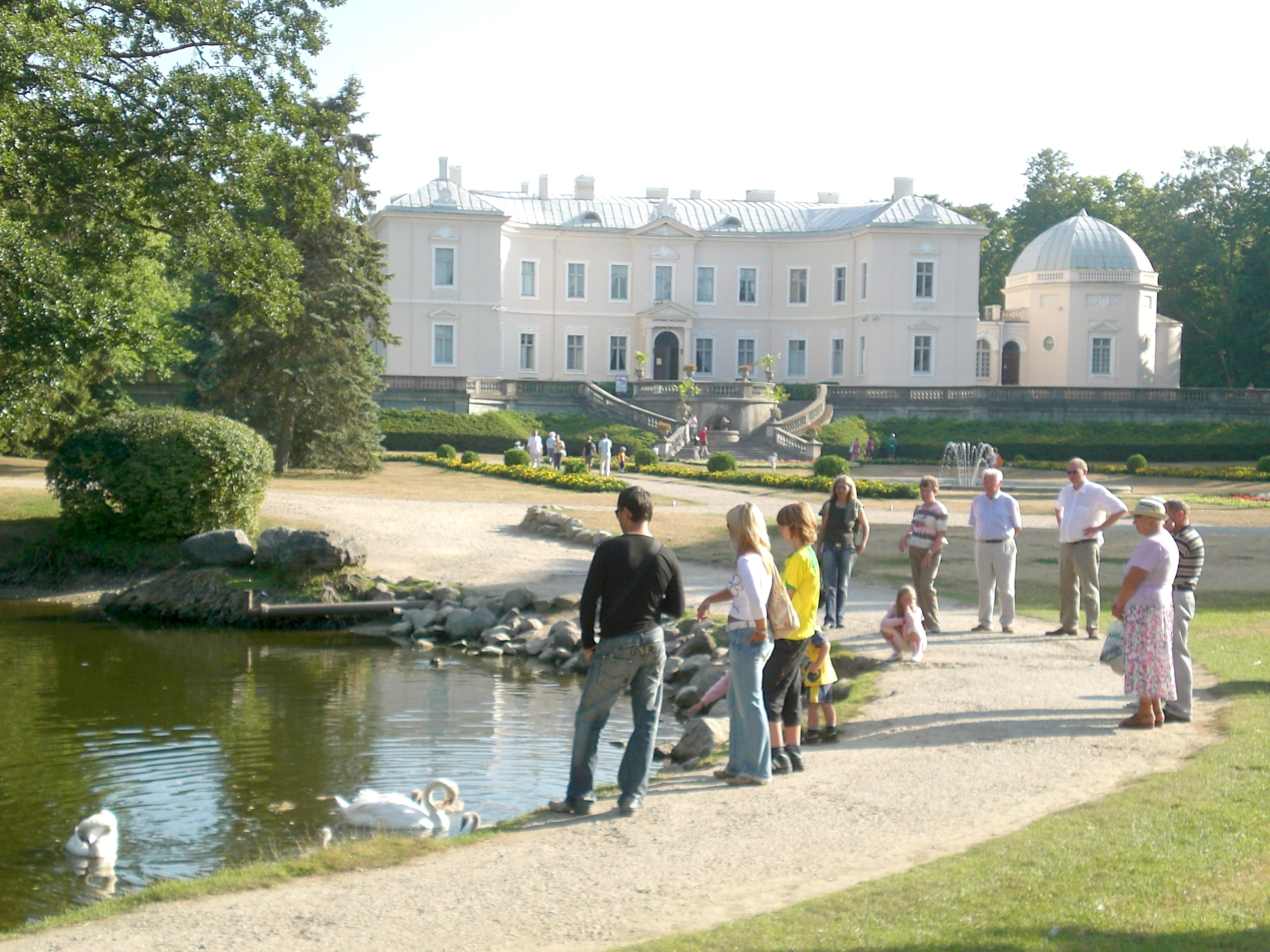
Das Museum im Sommer: im Park sind auch Teiche angelegt

Das Bernsteinmuseum Palanga (litauisch Palangos gintaro muziejus) befindet sich in Palanga  an der litauischen Ostseeküste. 
Das Museum ist in dem 1897 für den Grafen Feliks Tyszkiewicz vom in Berlin wohnenden deutschen Architekten Franz Schwechten entworfenen und erbauten Schloss untergebracht. Das Schloss ist von einem zeitgleich von dem Franzosen Édouard François André und seinem Sohn gestalteten Park umgeben, dem heutigen Botanischen Garten von Palanga. Im Schloss wurde am 3. August 1963 vom litauischen Kulturministerium ein Bernsteinmuseum eingerichtet. Es informiert über die Bildung, den Abbau und die Verarbeitung von Bernstein und zeigt praktische Anwendungsmöglichkeiten und verschiedene Varianten. Das Museum besitzt eine große Anzahl von Exponaten mit Inklusen sowie Muster versteinerter Baumharze aus aller Welt. Ein Exponat ist der etwa 3,5 kg schwere Sonnenstein (Saulės akmuo) aus baltischem Bernstein. Mit mehr als 14.000 Exemplaren besitzt das Museum eine der größten Inklusensammlungen der Welt.
Neben den Dauerausstellungen finden im Museum oft wechselnde Sonderausstellungen und Konzerte statt. In den ersten zehn Jahren gab es 1.562.027 Besucher.

## Abbildungen

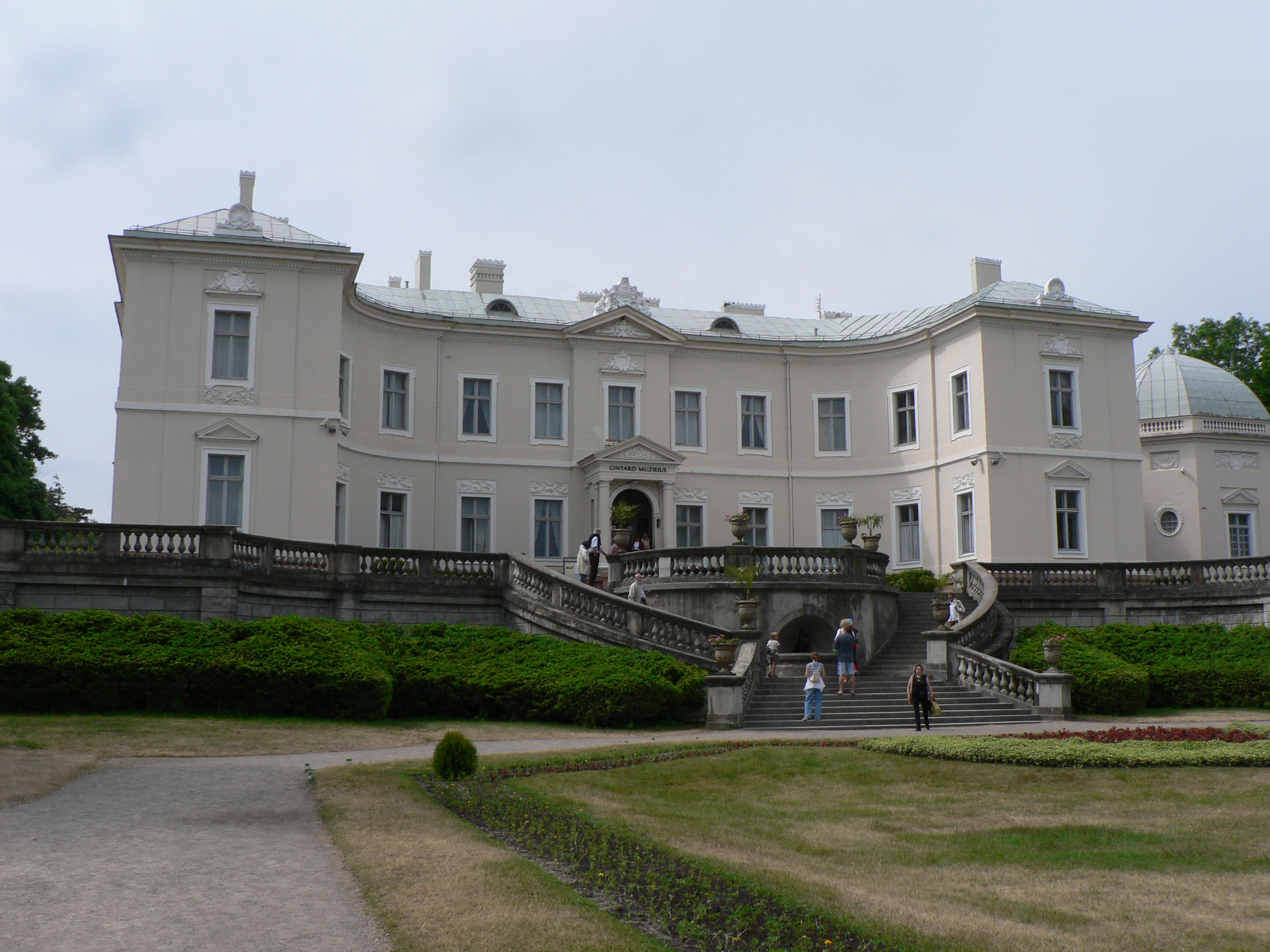
Museum von vorne
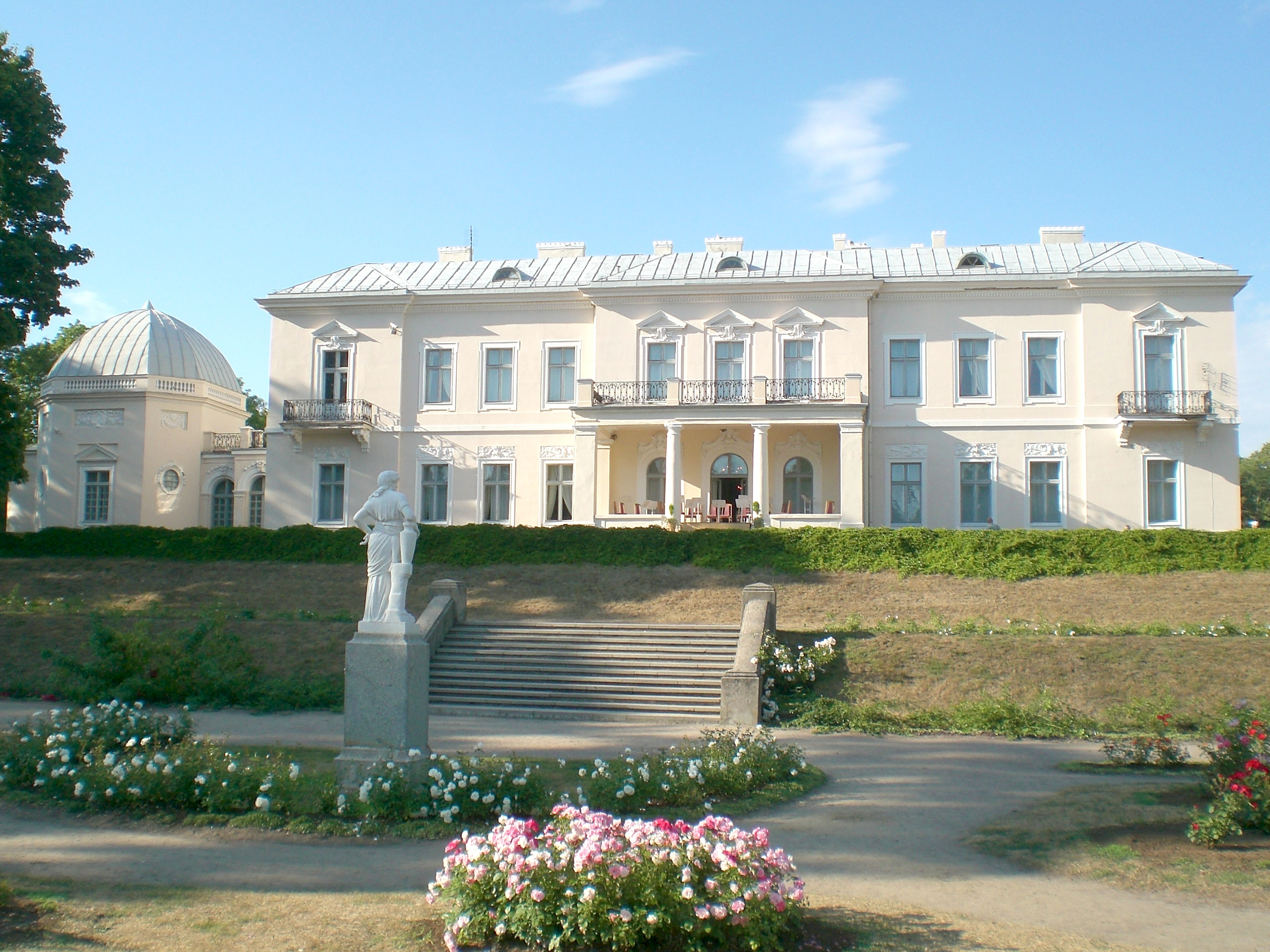
Sommerterrasse (Rückseite des Museums)
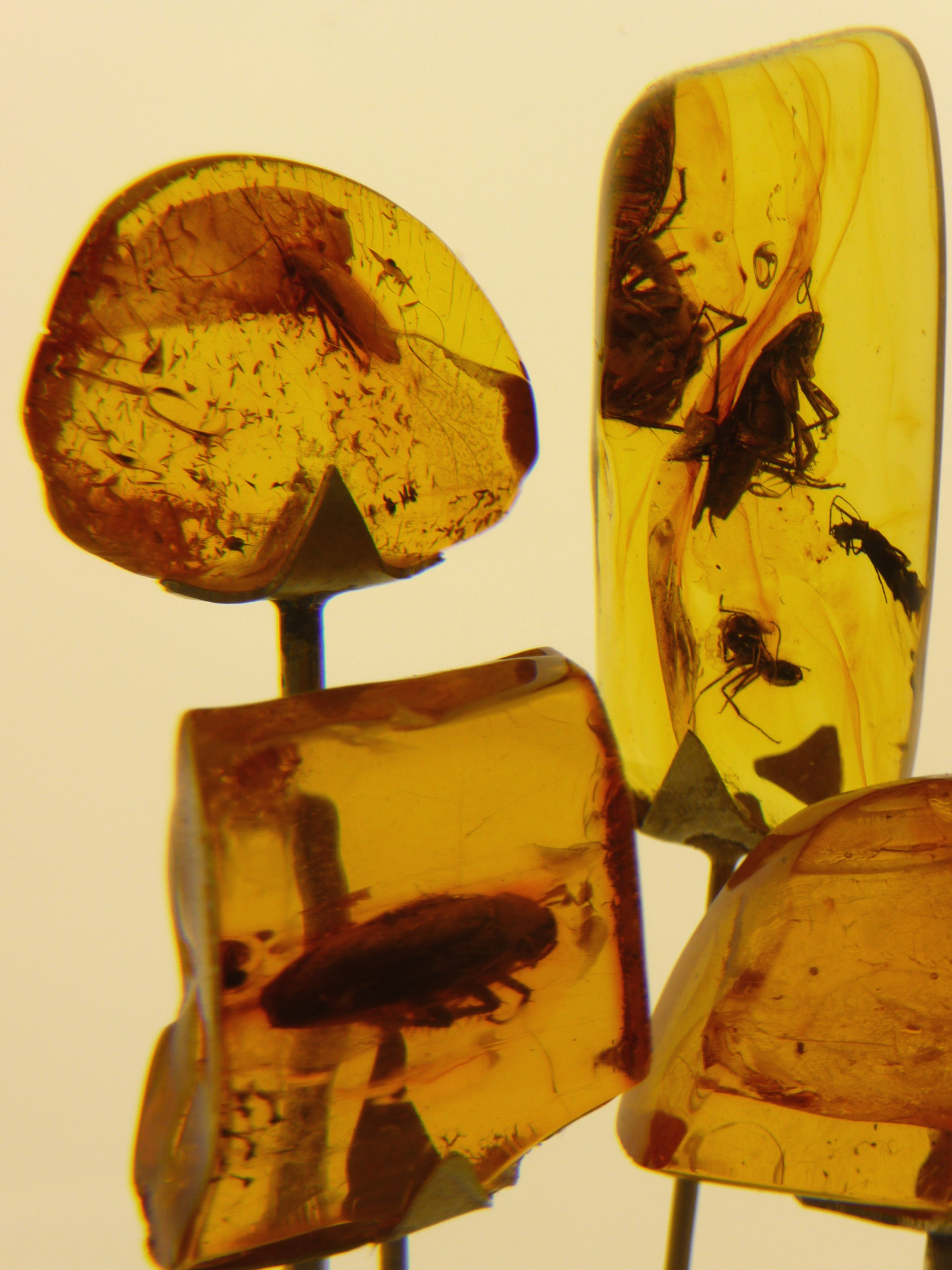
Bernstein mit Einschlüssen
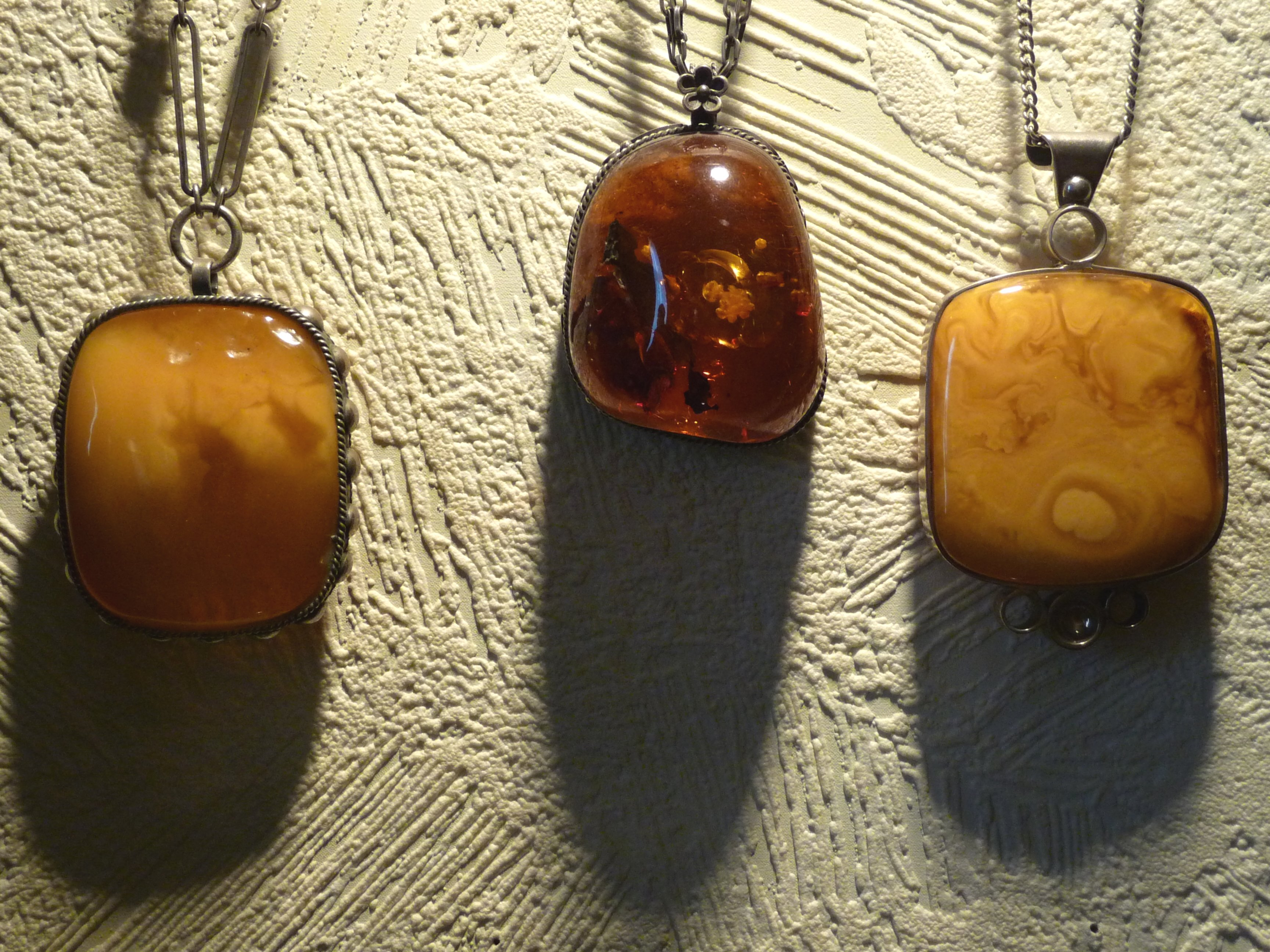
Halsketten